# SPY N
『SPY N』（原題：雷霆戰警、ピン音：Leui ting jin ging、英題：China Strike Force）は、2000年に制作された香港映画。

## 解説
監督はスタンリー・トン（唐季禮）。主演はアーロン・クオック（郭富城）、 ワン・リーホン（王力宏）。上海を舞台に麻薬組織を追う刑事が主役のアクション映画。
藤原紀香はヒロイン的ポジションとして出演しており、英語を話し、一部のアクションはスタントなしで挑み、お色気シーンも披露するなど大活躍している。日本国内では公開から2週間で打ち切られた。

## キャスト
| 役名       | 俳優               | 日本語吹替                                            |
| ---------- | ------------------ | ----------------------------------------------------- |
| ダレン     | アーロン・クオック | 小山力也                                              |
| アレックス | ワン・リーホン     | 吉田孝                                                |
| ノリカ     | 藤原紀香           | 藤原紀香                                              |
| クーリオ   | クーリオ           | 森川智之                                              |
| ルビー     | ルビー・リン       | 根谷美智子                                            |
| トニー     | マーク・ダカスコス | 井上倫宏                                              |
| Mr.マー    | ラウ・スーミン     | 池田勝                                                |
| リン署長   | ポール・チャン     | 仲野裕                                                |
| その他     |                    | 山野井仁 大川透 桐本琢也 志村知幸 斉藤次郎 藤本はるか |
|            |                    |                                                       |
| 演出       |                    | 市来満                                                |
| 翻訳       |                    | 植田尚子                                              |
| 調整       |                    | 上村利秋                                              |
| 担当       |                    | 宇出喜美                                              |
| 制作       |                    | ニュージャパンフィルム                                |